# Maurice Henry Dorman
Pour les articles homonymes, voir Dorman.
Sir Maurice Henry Dorman, né le 7 août 1912 et mort le 26 octobre 1993, est un administrateur britannique.

## Biographie
Après des études à l'université de Cambridge, Maurice Dorman poursuit une carrière dans l'administration coloniale britannique. De 1952 à 1956, il est secrétaire colonial de Trinité-et-Tobago et, à ce titre, gouverneur par intérim en 1954-1955.
Il sert ensuite comme gouverneur de Sierra Leone à partir de 1956 et est anobli l'année suivante. Lors de l'indépendance du pays le 27 avril 1961, il en devient le premier gouverneur général et le demeure jusqu'au 27 avril 1962. Il est alors nommé gouverneur de Malte, avant d'en devenir le premier gouverneur général du 21 septembre 1964 au 4 juillet 1971, date à laquelle il est remplacé par Sir Anthony Mamo.

## Distinctions
- Ordre de Saint-Michel et Saint-Georges :
  - Chevalier grand-croix (GCMC) ;
  - Chevalier commandeur (KCMG) en 1957 ;
  - Compagnon (CMG) en 1955.
- Chevalier grand-croix de l'ordre royal de Victoria (GCVO).